# Nationaal Monument op de Dam
Het Nationaal Monument op de Dam in Amsterdam is een oorlogsmonument voor de herdenking van oorlogsslachtoffers. Het monument staat centraal bij de jaarlijkse Nationale Dodenherdenking op 4 mei. Vanaf 1961 wordt deze live op televisie uitgezonden door de NOS.

## Ontwerp

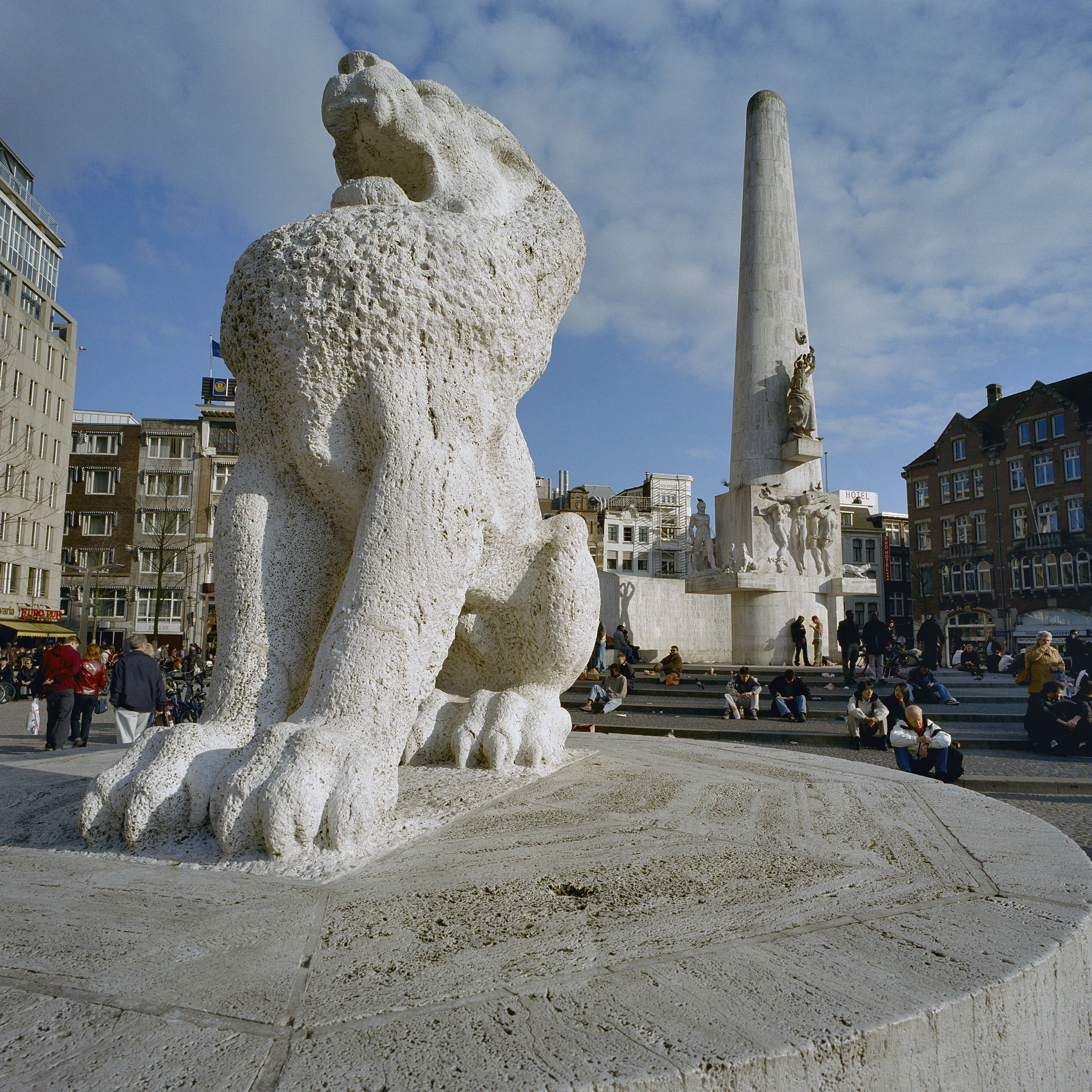
Leeuw en pyloon

Het Nationaal Monument is ontworpen door architect J.J.P. Oud. Het monument bestaat uit een pyloon met beelden en een gedenkmuur met reliëfs. De beelden zijn van beeldhouwer Johannes Anton Rädecker, en de reliëfs van Paul Grégoire. Voor het monument staan twee leeuwenfiguren gemaakt door Jan Willem Rädecker.

### Pyloon
De tweeëntwintig meter hoge pyloon is van beton bekleed met travertijn, een kalksteen uit Toscane met kenmerkende onregelmatige structuur. Aan de voorzijde zijn een gekruisigde en drie geketende mannenfiguren met gebogen hoofd aangebracht met daarboven een vrouwenfiguur met in haar rechterhand een kind en haar linkerhand een guirlande. Rechtsboven van haar bevindt zich een opvliegende duif, en ook de achterzijde van de zuil is voorzien van in hoogreliëf uitgevoerde vliegende duiven. Rechts en links van de pyloon bevinden zich op uitkragende plateaus twee mannen. Ter linkerzijde een bebaarde man met twee huilende honden en ter rechterzijde een man met opgeheven armen vergezeld van een grommende hond.

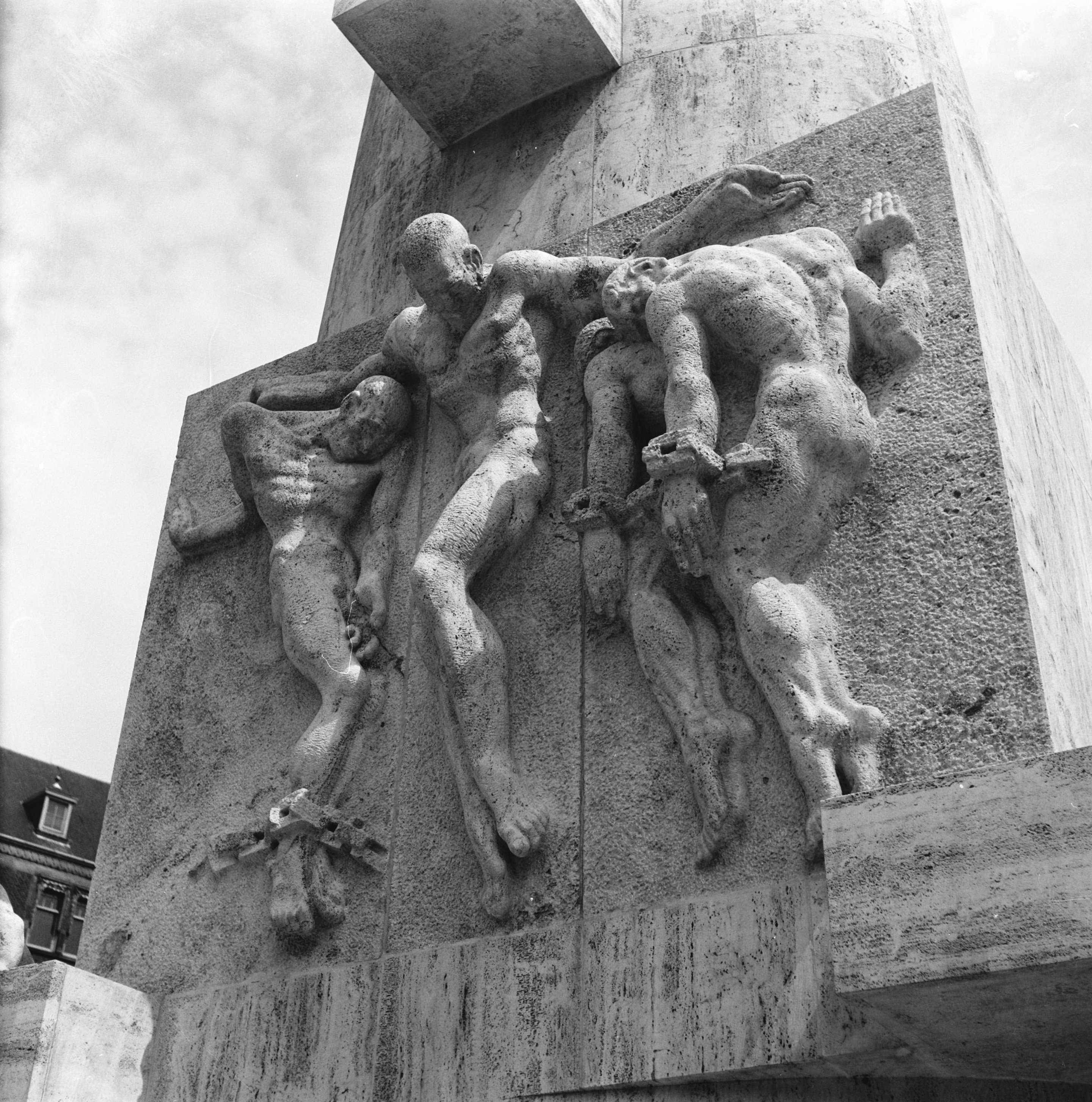
Vier geboeide mannenfiguren

De drie geboeide mannen aan de voorkant staan voor de ellende van de oorlog, waarbij de gekruisigde man in het middelpunt refereert aan de kruisiging van Jezus. De twee mannen aan de zijkanten van de pilaar symboliseren het verzet; de linkerfiguur beeldt het verzet van de intellectuelen uit, de rechterfiguur het verzet van de arbeiders. De honden bij deze figuren verbeelden smart en trouw. De vrouw met het kind en de duiven symboliseert de overwinning, vrede en nieuw leven. Omhoogvliegende duiven op de achterzijde van de zuil verwijzen naar de bevrijding.
De Latijnse tekst op de voorzijde van het gedenkteken is van de classicus J.D. Meerwaldt (1888-1966):
"Hic ubi cor patriae monumentum cordibus intus 
quod gestant cives spectet ad astra dei. 

(Laat hier waar het hart van het vaderland is, 
het monument dat burgers binnen in hun harten dragen, 
naar de sterren van God kijken.)"

### Gedenkmuur
Om de pyloon staat een gebogen gedenkmuur waarin twaalf urnen met aarde zijn ingemetseld. De urnen zijn gevuld met aarde van fusillade- en erebegraafplaatsen uit de toenmalige elf provincies, en de 22 erevelden uit het voormalig Nederlands-Indië. Voor de urnen uit de provincies bevinden zich de provinciewapens, voor de urn uit Nederlands-Indië bevindt zich het wapen van het Koninkrijk der Nederlanden. De tekst op deze muur luidt:
"Aarde, door het offer gewijd, samengebracht uit gans het land, teken tot in verren tijd van heugenis en vasten band."

Op de binnenkant van de gedenkmuur is een tekst van de Nederlandse dichter Adriaan Roland Holst aangebracht, met belettering ontworpen door Jan van Krimpen, en gehakt door Joop Veldheer: 
"Nimmer, van erts tot arend, was enig schepsel vrij onder de zon, 
noch de zon zelve, noch de gesternten. 
Maar geest brak wet en stelde op de geslagen bres de mens. 
Uit die eersteling daalden de ontelbaren.
Duchtend zijn hoge blik 
deinsden hun zwermen binnen de wet terug 
en werden volkeren en stonden elkander naar het leven, 
onder nachtgewolkten verward treurspel, dat wereld heet.

Sindsdien werd geen mens vrij dan ontboden van boven zijn dak, 
geen volk dan beheerst van boven zijn torens. 
Blijve ons dat bij, 
verlost als we werden uit het schrikbewind van een onderwereld. 
Niet onbeheerst, doch enkel beheerst van boven de wereld 
blijft vrijheid ons deel."

## Geschiedenis

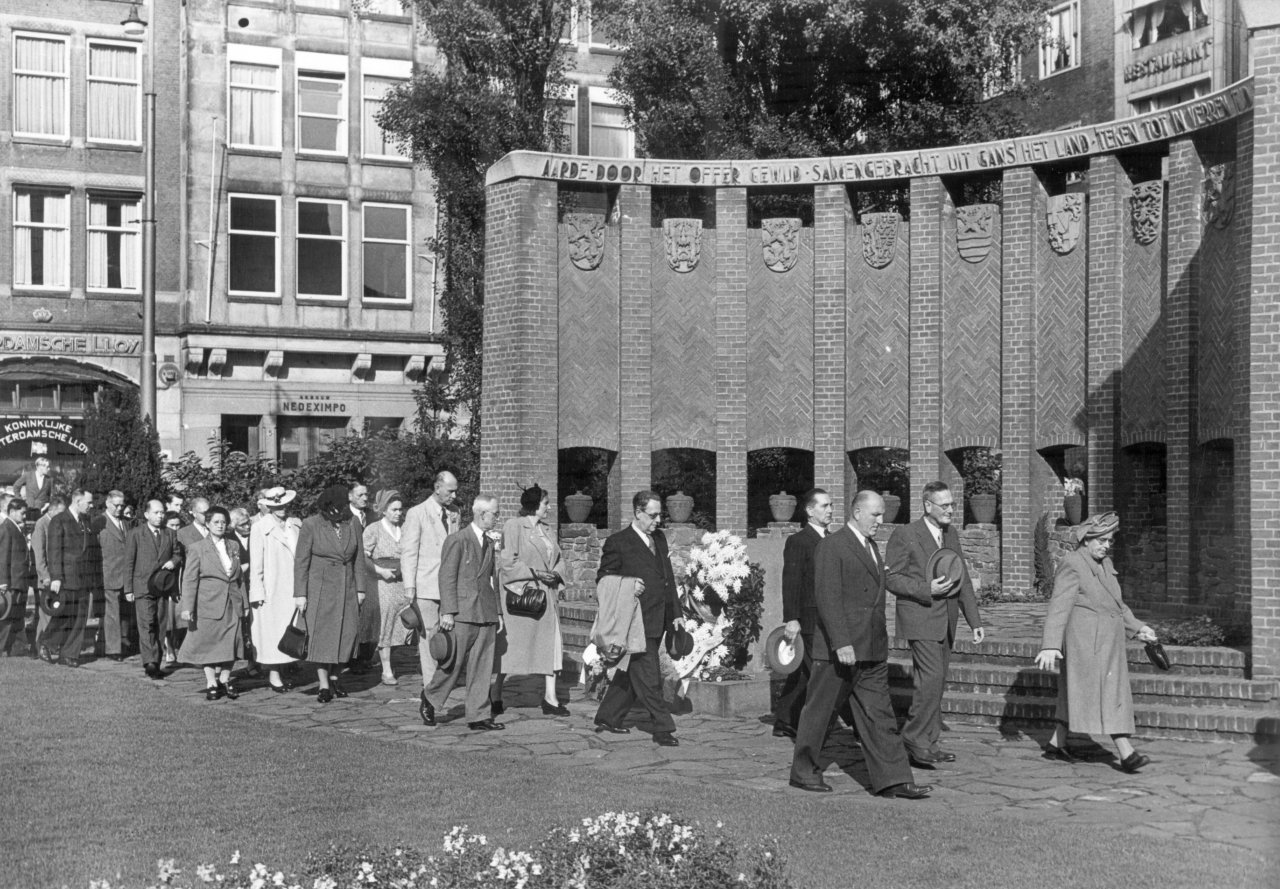
Het tijdelijke Nationaal Monument op de Dam in 1947 met de elf urnen van de fusilladeplaatsen

### Tijdelijk monument op de Dam

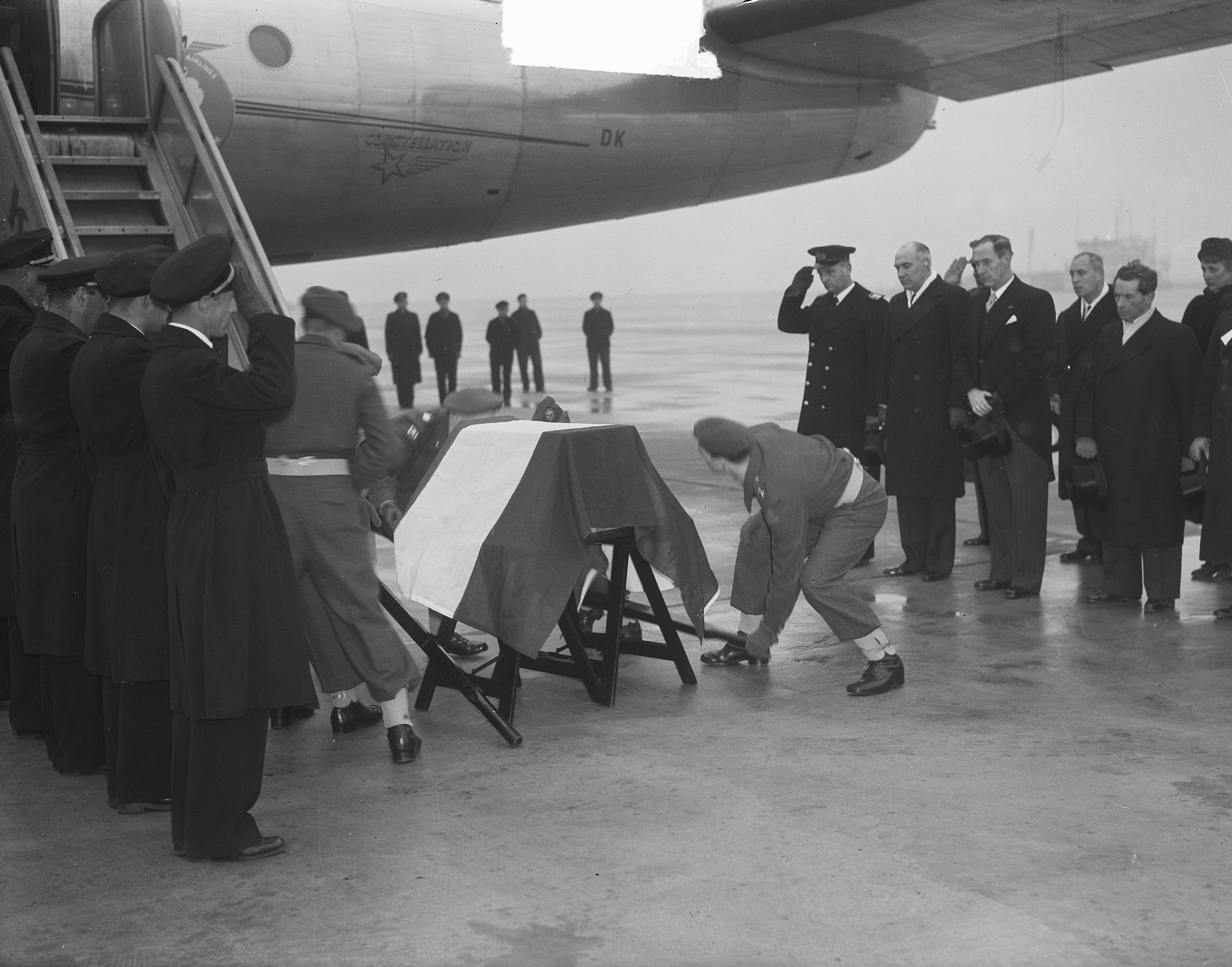
De Indonesische urn met aarde uit de erevelden landt in 1949 op Schiphol.

Vlak na het einde van de Tweede Wereldoorlog dienden twee voormalige Nederlandse militairen een voorstel in bij de gemeente Amsterdam voor de oprichting van een Nationaal Monument. Binnen twee jaar verklaarde het gemeentebestuur en de Nederlandse regering zich akkoord en bood de gemeente Amsterdam het Damplantsoen aan. Op de Dam verrees, in afwachting van het uiteindelijke monument, in 1947 een tijdelijke colonnade met daartussen elf urnen met aarde van fusilladeplaatsen en begraafplaatsen uit iedere provincie en het bijbehorende provinciewapen erboven afgebeeld. Dit monument was een ontwerp van A.J. van de Steur en Auke Komter. De urnen werden gemaakt door keramiste Jos H. van der Veen. Omdat een referentie naar Nederlands-Indië ontbrak werd op 29 april 1950 een nis in het midden toegevoegd met een urn met aarde uit 22 toenmalige erevelden uit Indonesië.
In 1952 wordt een Joodse delegatie uitgenodigd door Polen om een herdenking bij te wonen in Auschwitz. Zij keren terug met een urn met as van slachtoffers die in het concentratiekampblok Auschwitz-Birkenau zijn vergast. De wens is om deze urn bij te zetten in het monument op De Dam, maar dat blijkt niet mogelijk. Een comité, dat geen contact had met Joodse organisaties, bepaalt dat de urn op zaterdag 3 mei wordt bijgezet op de Nieuwe Ooster Begraafplaats. Protest vanuit de Joodse gemeenschap volgt. Het betreft de keuze voor een zaterdag, immers Joodse rustdag, en de keuze voor een algemene begraafplaats in plaats van een Joodse begraafplaats.
In 1946 werd gelijktijdig ook geld ingezameld voor een monument dat mede door Heineken werd gefinancierd. Dat had dan in het Tweede Weteringplantsoen, tegenover het kantoor van Freddy Heineken en dicht bij de brouwerij, moeten verrijzen. Johannes Anton Rädecker werd aangetrokken om dit monument vorm te geven. Zijn schetsen, en die van andere beeldhouwers, werden in 1946 tentoongesteld in het Stedelijk Museum.

### Huidig monument
Naar aanleiding van de tentoonstelling in het Stedelijk Museum besloot burgemeester Arnold Jan d'Ailly dat het monument op de Dam zou verrijzen ten koste van het plan in het Tweede Weteringplantsoen. Om geld in te zamelen verkocht de gemeente symbolisch de grond aan particulieren voor 50 cent per cm2. Overigens was deze actie niet erg succesvol. Johannes Anton Rädecker werd nogmaals voorgedragen als ontwerper, maar werd opgedragen samen te werken met een architect. Dit werd J.J.P. Oud. De Centrale Commissie voor oorlogs- of vredesgedenktekens had bezwaren tegen het ontwerp vanwege de tweeledigheid van obelisk en urnenmuur en een gebrek aan klaarheid en zeggingskracht. Alleen commissielid Willem Sandberg, directeur van het Stedelijk Museum Amsterdam, had vertrouwen in de plannen van Rädecker en Oud. In 1951 kregen de heren van de minister van Onderwijs, Kunsten en Wetenschappen groene licht om hun ontwerp uit te voeren.
Rädecker werd langzaam ziek, en zijn ontwerpen werden aangevuld door zijn zoon Jan Willem. Truus Trompert (1915-1977), vast model van de Rijksakademie, werd als model gevraagd voor het vrouwenfiguur. De onthulling van het monument vond plaats op 4 mei 1956, enkele maanden na de dood van Rädecker.

### Hippies
Aan het eind van de jaren 60 van de 20e eeuw trokken hippies van heinde en verre naar het Nationaal Monument om er in de zomer in de open lucht te bivakkeren; soms verbleven er enkele honderden zogenaamde damslapers. In 1970 verbood de gemeente het slapen op de Dam wat tot hevige rellen leidde.

### Rijksmonument
Op 15 oktober 2007 werd het bouwwerk in de Top 100 Nederlandse monumenten 1940-1958 geplaatst en werd bekend dat het Nationaal Monument de status van rijksmonument krijgt. De Rijksdienst voor het Cultureel Erfgoed voegde het monument op 14 augustus 2009 toe aan de lijst van rijksmonumenten.

### Restauratie
In 1965 en 1998 werd het monument grondig gerestaureerd. In 1998 is het volledig gedemonteerd en delen ervan, zoals de beelden, de leeuwen en de topbekleding van de pyloon, zijn in Duitsland geïmpregneerd met acrylhars. De steensoort, travertin, is in het Nederlandse klimaat onvoldoende weervast gebleken. De binnenkant van de pyloon, die oorspronkelijk uit baksteen bestond, is vervangen door beton. In juni 2019 werden er opnieuw technische gebreken geconstateerd aan het monument, waarna uit voorzorg de deksteen, het topje van het monument, tijdelijk werd verwijderd. Van mei 2022 tot en met december 2022 werd er groot onderhoud uitgevoerd in opdracht van de gemeente.. Gedurende deze periode was een veiligheidswand om het monument geplaatst. Deze was door de gemeente Amsterdam, een vormgever en het Amsterdam Museum opvallend gedecoreerd met vrijheidsduiven, een scala aan quotes en gedichten en een kleurrijke tentoonstelling over de geschiedenis van de Dam en het monument. Tijdens het onderhoud zijn de verschillende blokken travertin gedemonteerd, gereinigd door middel van kalkwassen of indien nodig vakkundig bewerkt of vervangen alvorens deze weer te hermonteren en te voegen.

## Journaalbeelden
- Polygoonjournaal uit 1954 over de totstandkoming van het Nationaal Monument
- Bioscoopjournaal uit 1956 over het bijna voltooide Nationaal monument
- Polygoonjournaal uit 1956 over het overlijden van beeldhouwer John Rädecker. In dit journaal zijn beelden te zien over de verdere totstandkoming van het monument
- President Ben Zwi van Israël in Nederland
- Sfeerbeeld op dodenherdenkingsdag.